# Siebenga's molen
Siebenga's molen is een verdwenen zaagmolen in de plaats Heerenveen in de Nederlandse provincie Friesland.

## Geschiedenis
De molen tussen de Badweg en de spoorlijn Zwolle - Leeuwarden werd in 1858 gebouwd. In 1894 kwam de molen in bezit van de firma Siebenga. In 1941 werd er een elektromotor geplaatst. De roeden en de kap werden respectievelijk in 1941 en 1950 verwijderd. Op 24 juni 1973 werd de molen door brand verwoest.
Kunstschilder Willem van Althuis maakte in 1971 een schilderij van de Siebenga's molen.